# Agrianes

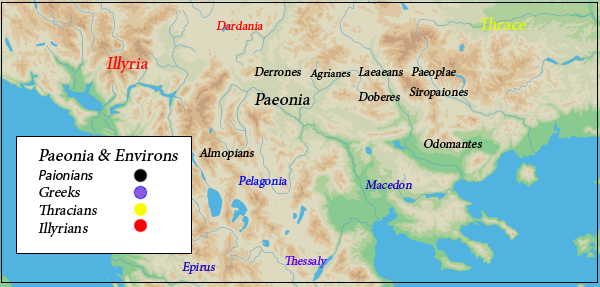
Les tribus de Péonie.

Les Agrianes ou Agrianiens  (en grec ancien Ἀγρίανες / Agrianes) sont une tribu antique de Péonie en Bulgarie et en Serbie actuelles. Leur territoire a été soumis au royaume de Macédoine par Philippe II au IVe siècle av. J.-C. Ils sont connus pour leurs peltastes, corps d’élite de l'armée macédonienne sous le règne d'Alexandre le Grand.

## Origines et histoire
L’éthnonyme Agrianes est d'origine indo-européenne. Il est formé à partir d’agro / « champ » (latin ager, grec ancien ἀγρός ). L'un des premiers nom désignant le massif des Rhodopes est Achrida qui lui est apparenté. Les Agrianes parlent une langue paléo-balkanique apparentée au thrace et surtout à l'illyrien.
Le pays des Agrianes est centré sur le fleuve Strymon. Hérodote les décrit comme une tribu de Péonie tout comme les Odomantes et les Doberes voisins des Macédoniens de l'autre côté du massif de Pangée. Le seul auteur antique a les considérer comme des Thraces est Théopompe ; mais cette thèse semble peu probable.
La première mention des Agrianes date de la campagne en Péonie du général de Darius, Mégabazos, vers 511 av. J.-C. Au milieu du Ve siècle av. J.-C. ils passent sous la tutelle du royaume des Odryses. Puis vers 352, à l'initiative de leur roi Langaros, ils se rallient Philippe II.  En 335, ils se joignent à Alexandre le Grand dans la campagne contre les Illyriens. En retour, ils obtiennent le droit de se gouverner eux-mêmes, gage d'une alliance durable avec les Macédoniens. Un contingent de peltastes agrianes participe à la bataille de Raphia en 217 du côté d'Antiochos III. Durant la troisième guerre macédonienne (172 à 168) la garnison de Cassandréia compte 800 Agrianes .

## Javeliniers d'élite

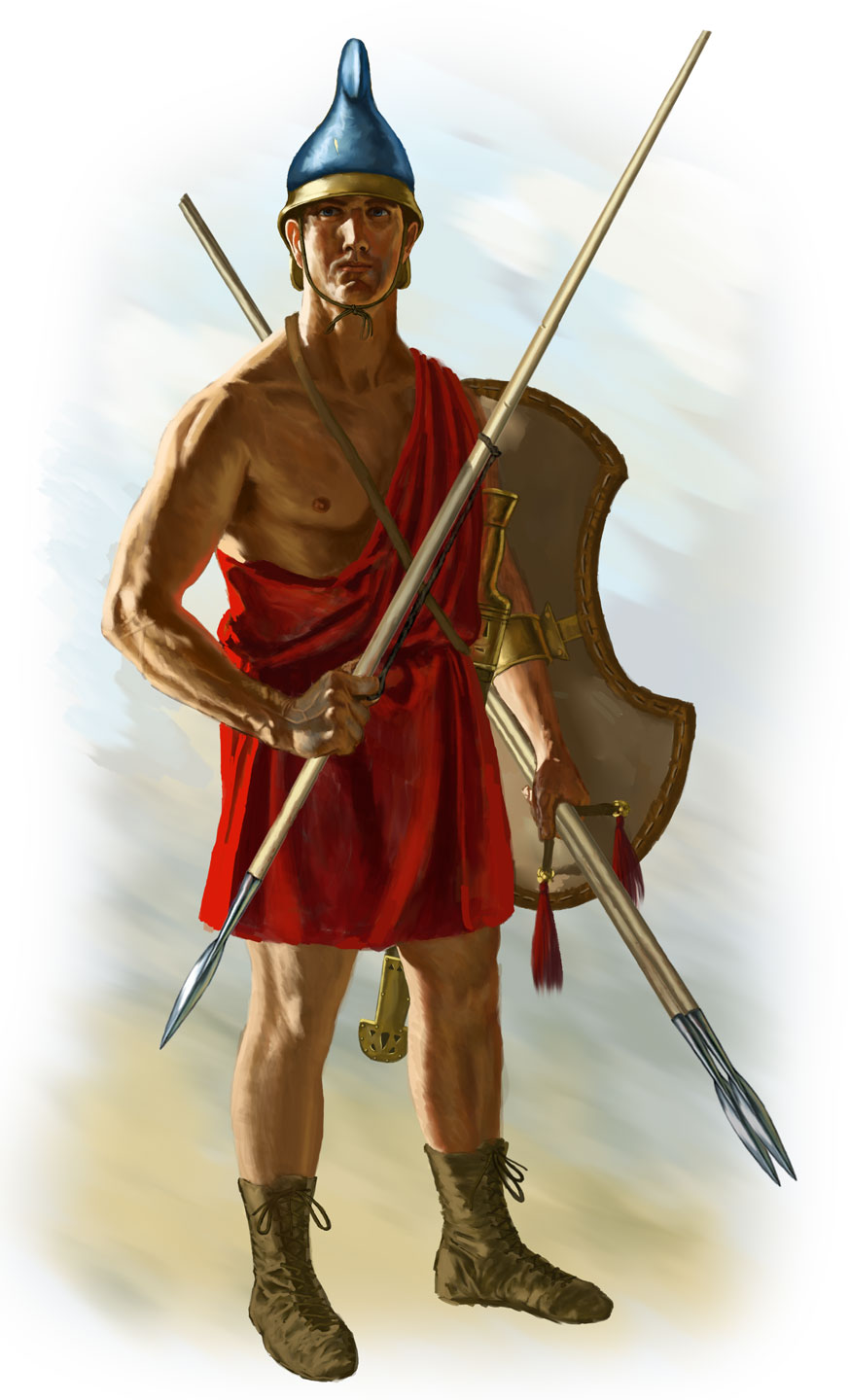
Peltaste agriane armé de javelots.

Les Agrianes sont un rude peuple montagnard, capables d'évoluer sur les terrains les plus difficiles, aussi reconnus pour le combat au corps à corps que pour le lancer de javelots. Sous Alexandre le Grand, 1 000 d'entre eux ont été rattachés aux hypaspistes sous le commandent d'Attale. Certains, probablement les plus jeunes, sont armés de frondes. Dans la bataille, ils sont équipés de plusieurs javelots et ne portent vraisemblablement aucune armure voire pas de bouclier contrairement aux peltastes « classiques ». Il se pourrait tout de même qu'ils puissent porter une tunique matelassée de type péonienne. Certains porteraient un casque métallique de type thrace. 
Les Agrianes, mobiles et aguerris, sont employés par Alexandre durant les campagnes d'Asie (334 à 326 av. J.-C.) dans toutes les configurations : batailles rangées, escarmouches, raids, sièges. Ils opèrent au Granique et à Issos en accompagnant les escadrons de Compagnons dans leur manœuvre. À Gaugamèles, une moitié des Agrianes escortent les Compagnons et fixent la cavalerie de Bessos par leurs grêles de traits, permettant à Alexandre de foncer vers Darius III. L'autre moitié est placée à proximité de la cavalerie légère thrace et péonienne afin de faire face aux chars à faux. En 326, ils participent activement à la prise de la citadelle d'Aornos. Durant la bataille de l'Hydaspe, ils protègent les flancs de la phalange ; mais leur intervention n'est pas connue précisément.

## Sources antiques
- Arrien, Anabase [lire en ligne].
- Diodore de Sicile, Bibliothèque historique [détail des éditions] [lire en ligne].
- Polybe, Histoires [détail des éditions] [lire en ligne].